# Куранова Світлана Іванівна
Куранова Світлана Іванівна (нар. 7 вересня 1972) — філологиня, кандидатка наук із соціальних комунікацій, доцентка, завідувачка кафедри загального і слов'янського мовознавства НаУКМА, лауреатка Премії імені Петра Могили, авторка навчального посібника «Основи психолінгвістики».

## Біографія
Народилася 7 вересня 1972 року.
Навчалася в Спеціалізованій школі 114 з поглибленим вивченням англійської мови м. Києва. Вищу освіту здобувала на філологічному факультеті Київського національного університету імені Тараса Шевченка з 1990 року по 1995 рік.
З 1995 року працює в Національному університеті «Києво-Могилянська академія», з 2005 року та донині викладає. 2010 року захистила дисертацію на тему «Соціальні та когнітивні особливості замітки в українській періодиці» в Інституті журналістики Київського національного університету імені Тараса Шевченка.
У 2013 році отримала наукове звання доцента. З 2020 року й донині працює завідувачем кафедри загального і слов'янського мовознавства НаУКМА.

## Наукові погляди
Світлана Іванівна Куранова досліджує питання мовленнєвої діяльності: як людина формулює та висловлює погляди й переконання, як намагається впливати на інших, як і навіщо вдається до маніпуляцій. Науковиця розглядає мовлення як інструмент конструювання особистості, аналізує приховане значення слів, стилістичні засоби та мовні маркери, що формують індивідуальний портрет.
Значну увагу Куранова приділяє мовній особистості саме з психолінгвістичного аспекту: сприйняття й аналіз отриманої інформації, зміна стилю мовця з віком, вплив оточення й культури на формування індивідуальності, вербальна поведінка, норми й патології в мовленні, егоцентризм і децентрація, емоційність як захист або стратегія.
Отже, дослідження науковиці спрямовані на перетин лінгвістики й психології, що дає змогу аналізувати індивідуальність мовців, аби краще розуміти природу й зміну мовлення в сучасному суспільстві.

## Наукові та навчально-методичні праці
У науковому доробку С. І. Куранової понад 40 статей та рецензій. Автор/ка кількох навчально-методичних праць про основи психолінгвістики.

### Вибрані статті
- Структурно-семантичні особливості типів мовлення у газетній замітці (на матеріалах газет «Голос України», «Урядовий кур'єр») (2004)
- Образ ідеального читача та категорії аналізу змісту тексту (на матеріалі сучасних українських ЗМК) (2011)
- Дискурс-аналіз як інтегративний комунікативно орієнтований метод у лінгвістиці (2011)
- Зіставний аспект міжпропозитивних відношень в американському та українському публічних дискурсах (2012)
- Особливості міжпропозитивної семантики текстів інтерв'ю в англійській та українській мовах (2012)
- Дискурсивно-прагматичні особливості інтерв'ю публічної мовної особистості (на матеріалі англійської та української мов) (2012)
- Етнолінгвістичні проекції виявів мовної особистості в публічному дискурсі (на матеріалі української та англійської мов) (2013)
- Семантико-рольовий аналіз мовної особистості у публічному інтерв'ю (контрастивне співставлення на матеріалі англійської та української мов) (2013)
- Прагмалінгвістичні особливості мовної особистості у діалогічному дискурсі (на матеріалі англійської та української мов) (2013)
- Лінгвопрагматичний вимір дискурсу інтерв'ю (2014)
- Динамічний опис семантико-рольової структури змісту дискурсу (2014)
- Контрастивні особливості семантичних структур виступів публічних особистостей Великої Британії, США та України (2014)
- Публічна мовна особистість у соціальних мережах: жанрово-функціональний аспект (2016)
- Жанрові параметри створення дискурс-портрета публічної мовної особистості (2017)
- Проблеми дослідження мовної особистості у психолінгвістиці (2017)
- Перспективи дослідження публічної мовної особистості в аспекті жанрової та регістрової теорії (2017)
- Загальні характеристики та структурно-прагматичні аспекти створення дискурс-портрета (на матеріалі публіцистики О. Забужко) (2018)
- Стратегії, тактики та прийоми мовленнєвої діяльності як компонент моделювання дискурс-портрета мовної особистості (2018)
- Лінгвістичні ціннісні параметри дискурсів публічних особистостей епохи глобалізації в соціальних мережах: міжнародно-порівняльний аспект (2019)
- Рец. на: A collection of research papers and insights on DISCOURSE LINGUISTICS AND BEYOND based on International Round Table Discussions / Ed. by Yana Kuzmina, Irina Oukhvanova, Alene Savich, Ecaterina Vasilenko. — Berlin:SPRACHLIT, De-iure-pl. — Vol 2. CURRENT APPROACHES IN EASTERN EUROPE. — XVI, 347 p. (2019)
- Семантична координата моделювання дискурс-портрета мовної особистості (2020)
- Прагматична координата моделювання дискурс-портрета мовної особистості (2020)
- Семантичні особливості дискурс-портрета мовної особистості (2020)
- Мовна особистість: психолінгвістичний аспект (2021)
- Особливості структурування словникової статті у віртуальній лінгвістичній лабораторії «Економічна термінологія» (2021)
- Лінгвістичні ціннісні параметри дискурсів публічних особистостей епохи глобалізації в соціальних мережах: міжнародні порівняння (2021)
- Сигматична координата моделювання дискурс-портрета мовної особистості (2022)
- Смислова структура публіцистичних текстів Оксани Забужко (2023)
- Когеренція в публіцистичному дискурсі (на матеріалі текстів Оксани Забужко) (2023)
- Семантична координата поеми Тараса Шевченка «Наймичка» (2024)